# 亞洲大洋洲飛盤爭奪錦標賽
亚洲大洋洲飞盘锦标赛（Asia Oceanic Ultimate and Guts Championships,简称AOUGC）每四年一届，由世界飞盘联合会（World Flying Disc Federation,简称WFDF）主办，为亚洲和大洋洲各国家和地区的飞盘代表队提供竞技平台。